# Avezzano Calcio
Avezzano Calcio is een Italiaanse voetbalclub uit Avezzano, in de regio Abruzzen. De club is opgericht in 1919.